# Рустам Іскандарі
Рустам Іскандарі (нар. 18 серпня 1991, Душанбе) — таджицький борець вільного стилю, срібний та дворазовий бронзовий призер чемпіонатів Азії, срібний призер Азійських ігор, учасник Олімпійських ігор. Майстер спорту Таджикистану з вільної боротьби.

## Життєпис
Боротьбою почав займатися з 2003 року. Багаторазовий чемпіон Таджикистану з вільної боротьби.
Виступає за спортивний клуб «Ясорат» Куляб. Тренер — Абдурозік Алімов.

## Спортивні результати на міжнародних змаганнях

### Виступи на Олімпіадах
| Змагання                    | Збірна      | Вагова категорія          | Місце |
| --------------------------- | ----------- | ------------------------- | ----- |
| Літні Олімпійські ігри 2012 | Таджикистан | вільна боротьба, до 96 кг | 12    |

### Виступи на Чемпіонатах світу
| Змагання                        | Збірна      | Вагова категорія          | Місце |
| ------------------------------- | ----------- | ------------------------- | ----- |
| Чемпіонат світу з боротьби 2011 | Таджикистан | вільна боротьба, до 96 кг | 7     |
| Чемпіонат світу з боротьби 2014 | Таджикистан | вільна боротьба, до 97 кг | 10    |
| Чемпіонат світу з боротьби 2015 | Таджикистан | вільна боротьба, до 97 кг | 29    |
| Чемпіонат світу з боротьби 2019 | Таджикистан | вільна боротьба, до 97 кг | 18    |

### Виступи на Чемпіонатах Азії
| Змагання                       | Збірна      | Вагова категорія           | Місце  |
| ------------------------------ | ----------- | -------------------------- | ------ |
| Чемпіонат Азії з боротьби 2011 | Таджикистан | вільна боротьба, до 96 кг  | 8      |
| Чемпіонат Азії з боротьби 2012 | Таджикистан | вільна боротьба, до 96 кг  | 11     |
| Чемпіонат Азії з боротьби 2013 | Таджикистан | вільна боротьба, до 96 кг  | Срібло |
| Чемпіонат Азії з боротьби 2014 | Таджикистан | вільна боротьба, до 97 кг  | Бронза |
| Чемпіонат Азії з боротьби 2015 | Таджикистан | вільна боротьба, до 97 кг  | 7      |
| Чемпіонат Азії з боротьби 2016 | Таджикистан | вільна боротьба, до 97 кг  | 11     |
| Чемпіонат Азії з боротьби 2017 | Таджикистан | вільна боротьба, до 97 кг  | 10     |
| Чемпіонат Азії з боротьби 2018 | Таджикистан | вільна боротьба, до 97 кг  | 6      |
| Чемпіонат Азії з боротьби 2019 | Таджикистан | вільна боротьба, до 97 кг  | 8      |
| Чемпіонат Азії з боротьби 2020 | Таджикистан | вільна боротьба, до 97 кг  | Бронза |
| Чемпіонат Азії з боротьби 2021 | Таджикистан | вільна боротьба, до 125 кг | 8      |
| Чемпіонат Азії з боротьби 2022 | Таджикистан | вільна боротьба, до 125 кг | 9      |

### Виступи на Азійських іграх
| Змагання                        | Збірна      | Вагова категорія          | Місце  |
| ------------------------------- | ----------- | ------------------------- | ------ |
| Азійські ігри 2014              | Таджикистан | вільна боротьба, до 97 кг | 7      |
| Азійські ігри в приміщенні 2017 | Таджикистан | вільна боротьба, до 97 кг | Срібло |
| Азійські ігри 2018              | Таджикистан | вільна боротьба, до 97 кг | 13     |

### Виступи на інших змаганнях
| Змагання                                                      | Збірна      | Вагова категорія           | Місце  |
| ------------------------------------------------------------- | ----------- | -------------------------- | ------ |
| Олімпійський кваліфікаційний турнір з боротьби 2012 (Астана)  | Таджикистан | вільна боротьба, до 96 кг  | Срібло |
| Гран-прі «Іван Яригін» 2013                                   | Таджикистан | вільна боротьба, до 96 кг  | 13     |
| Літня Універсіада 2013                                        | Таджикистан | вільна боротьба, до 96 кг  | 9      |
| Турнір Яшара Догу 2014                                        | Таджикистан | вільна боротьба, до 97 кг  | 17     |
| Міжнародний турнір Дінмухамеда Кунаєва 2014                   | Таджикистан | вільна боротьба, до 97 кг  | Бронза |
| Турнір Яшара Догу 2015                                        | Таджикистан | вільна боротьба, до 97 кг  | 18     |
| Кубок Тахті 2016                                              | Таджикистан | вільна боротьба, до 97 кг  | 5      |
| Олімпійський кваліфікаційний турнір з боротьби 2016 (Астана)  | Таджикистан | вільна боротьба, до 97 кг  | 5      |
| Олімпійський кваліфікаційний турнір з боротьби 2016 (Стамбул) | Таджикистан | вільна боротьба, до 97 кг  | Бронза |
| Турнір Дмитра Коркіна 2016                                    | Таджикистан | вільна боротьба, до 97 кг  | 8      |
| Гран-прі «Іван Яригін» 2018                                   | Таджикистан | вільна боротьба, до 97 кг  | 9      |
| Турнір Володимира Семенова 2018                               | Таджикистан | вільна боротьба, до 125 кг | 6      |
| Турнір Яшара Догу 2020                                        | Таджикистан | вільна боротьба, до 97 кг  | 8      |
| Олімпійський кваліфікаційний турнір з боротьби 2020 (Алмати)  | Таджикистан | вільна боротьба, до 125 кг | 7      |
| Олімпійський кваліфікаційний турнір з боротьби 2020 (Софія)   | Таджикистан | вільна боротьба, до 125 кг | 7      |

### Виступи на змаганнях молодших вікових груп
| Змагання                                     | Збірна      | Вагова категорія          | Місце |
| -------------------------------------------- | ----------- | ------------------------- | ----- |
| Чемпіонат Азії з боротьби серед юніорів 2010 | Таджикистан | вільна боротьба, до 96 кг | 8     |